# Boy Point
Der Boy Point (polnisch Przylądek Boy’a) ist eine Landspitze an der Südküste von King George Island im Archipel der Südlichen Shetlandinseln. Er liegt zwischen dem Cinder Spur und dem Low Head.
Teilnehmer einer polnischen Antarktisexpedition benannten ihn 1980 nach dem polnischen Dichter Tadeusz Boy-Żeleński (1874–1941).